# Miklósi Ádám
Miklósi Ádám (Budapest, 1962. szeptember 25. –) Széchenyi-díjas magyar biológus, etológus, egyetemi tanár, a Magyar Tudományos Akadémia rendes tagja, az Eötvös Loránd Tudományegyetem Természettudományi Kar Biológiai Intézet oktatója és intézetigazgatója (2007-2024 között), az etorobotika megteremtője. Kutatási területe az állati és emberi viselkedés, idegtudomány, robotika.

## Életpályája
2005 óta az MTA doktora, 2016-tól az MTA levelező, 2022-től rendes tagja, az ELTE Természettudományi Kar (ELTE-TTK) BI Etológiai tanszékének vezetője 2006 óta, az ELTE BI vezetője 2017-től. Végzettsége biológus, szűkebb szakterülete az etológia.
Legfontosabb eredménye, hogy munkássága nyomán általánosan elfogadottá vált a kutya, mint természetes állati modell számos olyan kutatásban, ahol az emberi viselkedés összehasonlító megközelítése a cél. A kutyára alapozott etológiai kutatásai kiterjednek többek között a szocio-kognitív viselkedés evolúciós vizsgálatára, e viselkedésformák genetikai és neurobiológiai mechanizmusainak tisztázására, összehasonlító személyiség-kutatásra, öregedés-kutatásra. Legújabb felismerése, hogy a robotika fejlődésével lehetővé vált az etológia és a robotika összekapcsolása, amely etorobotika néven új megközelítést kínál az ún. szociális robotok tervezésére, megvalósítására valamint viselkedési mérésekkel történő validálására. Mind az EU6 és az EU7 program keretében részt vett nemzetközi pályázatokban, az MTA-ELTE Összehasonlító Etológiai Kutatócsoport vezetője. Az ELTE Biológia Doktori Iskola helyettes vezetője, az Etológia Program vezetője, 8 végzett, és 5 aktív PhD témavezetője.  A European Science Foundation Networking Program keretében 5 évig vezette a 11 egyetem kutatóiból álló konzorciumot. A Dog behaviour, evolution and cognition c. kötetét az Oxford University Press 2 kiadásban jelentette meg, a kötet a terület fontos monográfiája, számos egyetemen tankönyvként használják. 2015-ben Akadémiai Díjjal és Mestertanár Aranyéremmel tüntették ki.

## Tudománymetriai adatok
- Google scholar:
- MTMT
- Összesített impakt faktor: >500

## Díjai, elismerései
- 2003 Frank A. Beach Comparative Psychology Award (az év legjobb publikációja a Journal of Comparative Psychology folyóiratban)
- 2010 Distinguished Scholar Award: International Association of Human-animal Interaction Organisation
- 2011 ELTE TTK Tudományos Diákkörért Érem
- 2011 ELTE Biológus TDK Juhász-Nagy Pál Tehetséggondozó Díj
- 2015 Mestertanári Aranyérem
- 2015 Akadémiai Díj
- 2016 ELTE Innovatív Kutató Díj
- 2023 Széchenyi-díj

## Társasági tagságok
- 1988- Magyar Biológiai Társaság
- 1991- Magyar Etológiai Társaság
- 2004-2009 Magyar Kognitív Alapítvány (titkár)
- 1985- Assoc. the Study of Animal Behaviour (Anglia)
- 1996-2001 International Society for Anthrozoology (Anglia)

## Hazai és külföldi ösztöndíjak
- 1986-1989 TMB ösztöndíj, MTA
- 1992 ASAB (Assoc. Study Anim. Behav.) University of Sussex, Anglia (3 hónap)
- 1995 OTKA-Világbank ösztöndíj, University of Sussex, Anglia (5 hónap)
- 1998 Royal Society-NATO ösztöndíj, University of Sussex, Anglia (1 év)
- 1999 Wellcome Trust ösztöndíj, University of Sussex, Anglia (1 év)
- 2001-2004 Széchenyi István ösztöndíj, ELTE Etológia Tsz (3 év)